# Goran Hadžić
Goran Hadžić (en serbi: Горан Хаџић), nascut el 7 de setembre de 1958, a Vinkovci, RS Croàcia, RFS Iugoslàvia, fou un polític d'ètnia sèrbia de Croàcia. Buscat pel Tribunal Penal Internacional per a l'antiga Iugoslàvia com a presumpte criminal de guerra, va ser capturat el 20 de juliol del 2011.
Anteriorment a la Guerra de la independència croata, Hadžić treballava en un magatzem. Va entrar activament en la política en la seva joventut com a membre de la Lliga dels Comunistes de Iugoslàvia. A finals de la dècada de 1980, Hadžić es va afegir al Partit Demòcrata Serbi (SDS) en el qual va ascendir posicions ràpidament.
El 25 de juny de 1991, un grup de serbis d'Eslavònia Oriental va organitzar un congrés (Velika Narodna skupstina Slavonije Baranje i Zapadnog Srema) on es va decidir constituir una "Comunitat Autònoma Sèrbia" (SAO) a la regió, la SAO d'Eslavònia Oriental, Baranja i Srem Occidental, i va decidir separar la regió de la República de Croàcia, per continuar sent part de Iugoslàvia. Goran Hadžić va ser elegit com a candidat per dirigir el govern de l'entitat.